# كورت هكتور
كورت هكتور (بالإنجليزية: Kurt Hector)‏ هو مدرب كرة قدم دومينيكاوي، ولد في 3 يناير 1972 في دومينيكا، وتوفي في 19 أبريل 2013 في أبرشية القديس ديفيد ‏ في دومينيكا بسبب حادث مرور.

## وصلات خارجية
- كورت هكتور على موقع قاعدة بيانات كرة القدم.إي يو (الإنجليزية)